# Telchinia esebria
Telchinia esebria is een vlinder uit de familie van de Nymphalidae. De wetenschappelijke naam van de soort is voor het eerst gepubliceerd in 1861 door William Chapman Hewitson.

## Verspreiding
De soort komt voor in Zuid-Soedan, Ethiopië, Congo-Kinshasa, Oeganda, Kenia, Tanzania, Angola, Zambia, Malawi, Mozambique, Namibië, Zimbabwe, Zuid-Afrika en Eswatini.

## Waardplanten
De rups leeft op diverse soorten van de brandnetelfamilie (Urticaceae) namelijk Laportea peduncularis, Obetia tenax, Pouzolzia mixta, Pouzolzia parasitica, Pouzolzia procridioides, Scepocarpus hypselodendron, Scepocarpus trinervis en soorten van de geslachten Boehmeria en Urtica.